# Alison Robins
Alison Robins, de soltera Alison Gerrish, (Fleet, 3 de marzo de 1920 – Bristol, 15 de octubre de 2017) fue una criptoanalista británica, se alistó en el Women's Royal Naval Service (WRNS) en Bletchley Park como integrante de las estaciones de inteligencia de señales ("Y-Service") de la Segunda Guerra Mundial.

## Trayectoria
Fue hija de un criado, Edward Arthur Gerrish (28 de abril de 1878 - 7 de noviembre de 1960), que se casó más tarde con la hija de la casa, Alison Kellie-McCallum (29 de septiembre de 1887 - 23 de mayo de 1975). Creció asistiendo a ocho escuelas diferentes en una gran cantidad de áreas debido a la relación disfuncional de sus padres. En 1938, se certificó como instructora de equitación, como parte del Pony Club. Dejó la escuela casi sin calificaciones, pero su hija, Jill, la describía como "muy inteligente" por su capacidad de entender tanto el código morse como la lengua alemana.
Como una de las WRNS, Robins fue uno de los últimos radiescuchas supervivientes del 'Y-Service' que ayudaron a derribar a los nazis en Bletchley Park. Durante la Segunda Guerra Mundial, se decía que Robins se aburría sirviendo comida en el Royal Navy College, por lo que aprendió por sí misma el código morse y luego leyó libros para poder aprender a entender el alemán. Su iniciativa fue recompensada con la asignación a una serie de estaciones de escucha costeras aisladas, reclutando a Robins para que trabajara como "oyente" de los mensajes de los nazis que pasaba a la estación X.
Conoció a John Maurice Usher Robins (5 de enero de 1918 - 21 de octubre de 1987) el Día D, cuando ella estaba trabajando con el WRNS y mientras él esperaba en los muelles, en Folkestone. Su esposo también hablaba alemán y fue enviado a Alemania como traductor durante los juicios de Nuremberg. Se casaron y tuvieron 4 hijos juntos: Beatrice Anne, Elizabeth Jill, Rosemary Gay y Marguerite Suzanne.